# Rhynchosia albae-pauli
Rhynchosia albae-pauli är en ärtväxtart som beskrevs av Jean Berhaut. Rhynchosia albae-pauli ingår i släktet Rhynchosia och familjen ärtväxter. Inga underarter finns listade i Catalogue of Life.